# Stappenbach

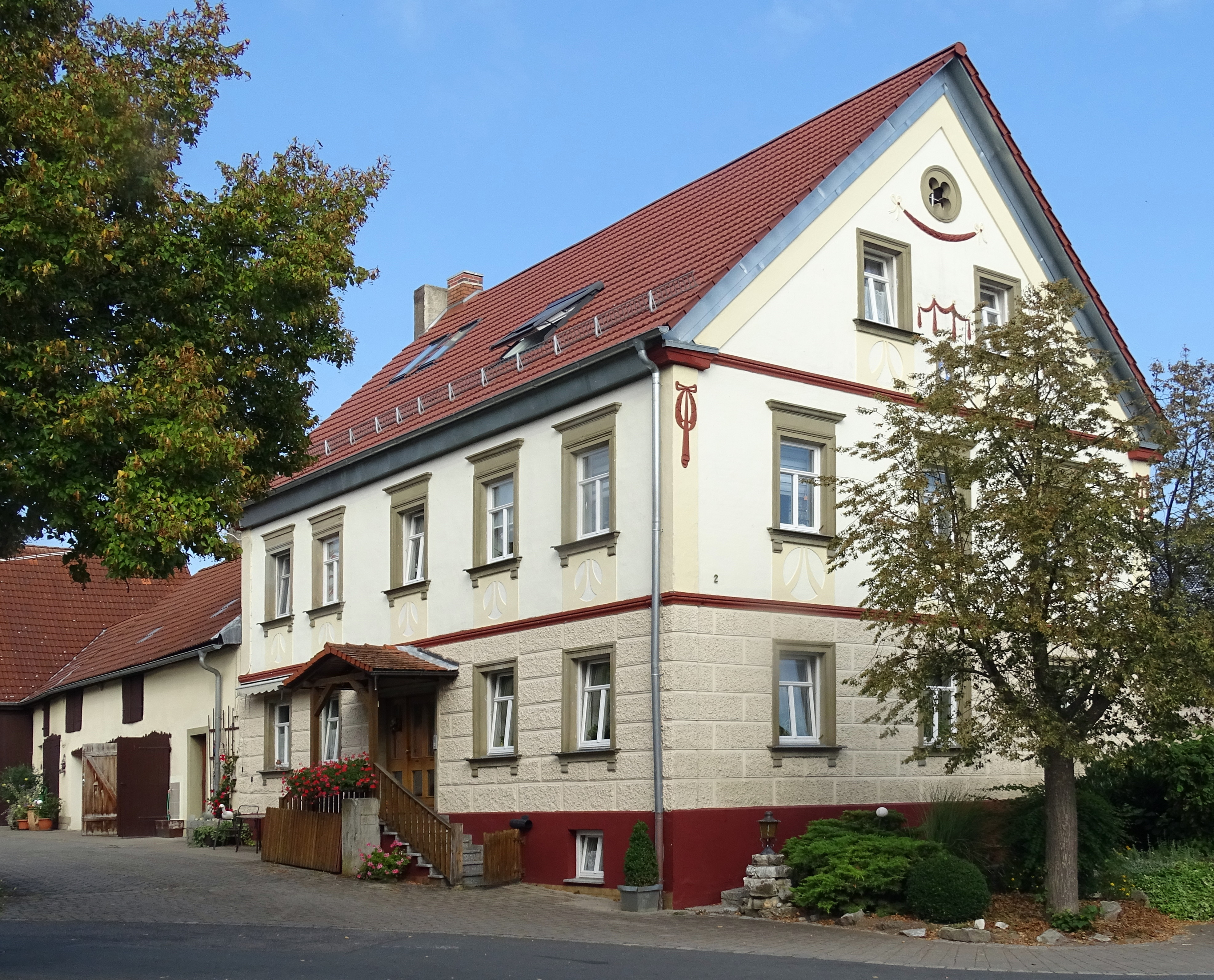
Dorfplatz in Stappenbach

Stappenbach (bambergisch: Stammbach) ist ein Gemeindeteil des Marktes Burgebrach im oberfränkischen Landkreis Bamberg in Bayern und eine Gemarkung.

## Geografie
Das Pfarrdorf liegt ca. 4,5 km östlich von Burgebrach an der Rauhen Ebrach. Südlich des Ortes befindet sich der 325 Meter hohe Schellenberg. Nachbarorte sind im Osten Abtsdorf, Vorra und Hundshof, im Südwesten Tempelsgreuth und Küstersgreuth, im Nordwesten Unterneuses, Ober- und Unterharnsbach.
Die Gemarkung Stappenbach hat eine Fläche von etwa 564 Hektar, sie liegt vollständig im Gemeindegebiet von Burgebrach. Einziger Gemeindeteil auf der Gemarkung ist Stappenbach. Die benachbarten Gemarkungen sind Oberharnsbach, Birkach, Oberndorf, Steppach, Oberköst und Unterneuses.

## Geschichte
Erstmals urkundlich erwähnt wurde Stappenbach im Jahre 1317 als „Stackenbach“. Der Begriff rührt von Starkloff oder Starkolf, abgekürzt stacco her. Heinrich Zeirner verkaufte damals dem Ebracher Abt Eberhard eine Sölde zu Abtsdorf und die Mühle zu Stappenbach.
Die Vorsiedlung Fesselsberg (auch Fesselsburg, Vesselsburg), im Jahr 1303 als Wüstung erwähnt, lag am Südhang des Scheibenbergs und wurde durch einen Brand zerstört.
1904 erhielt Stappenbach einen Bahnhof an der Bahnstrecke Strullendorf–Ebrach. Der Personenverkehr wurde bereits 1961 eingestellt, der Güterverkehr endete 1999.
Stappenbach war eine etwa 564 Hektar große Gemeinde mit Stappenbach als einzigem Gemeindeteil, die am 1. Januar 1972 im Zuge der Gebietsreform in Bayern nach Burgebrach eingemeindet wurde.

### Einwohnerentwicklung
- 1840: 226[7]
- 1933: 242[7]
- 1939: 224[7]
- 1960: 284
- 1961, 6. Juni: 281[5]
- 1970, 27. Mai: 305
- 1987: 25. Mai: 295
- 2008, 30. Juni: 371
- 2011, 31. Dezember: 344
- 2013, 31. Dezember: 365
- 2014, 31. Dezember: 362
- 2016, 31. Dezember: 378
- 2017, 30. Juni: 375
- 2018, 30. Juni: 380
- 2018, 31. Dezember: 384[8]
- 2019, 30. Juni: 383
- 2019, 31. Dezember: 377[9]
- 2020, 30. Juni: 379
- 2020; 31. Dezember: 382[1]

## Politik
Die Bürgermeister von Stappenbach (1888 bis 1971):
| Bürgermeister      | Hausname      | Amtszeit  |
| ------------------ | ------------- | --------- |
| Johann Bayer       | Unterer Bauer | bis 1888  |
| Kaspar Denzler     | Schmied       | 1888–1912 |
| Johann Dotterweich | Fallez        | 1912–1926 |
| Johann Bayer       | Kaiser        | 1916–1933 |
| Georg Müller       | Schneider     | 1933–1938 |
| Michel Ames        | (Kaufladen)   | 1938–1945 |
| Johann Hartmann    | Master        | 1945–1948 |
| Adam Bayer         | Bauern-Adam   | 1948–1971 |

### Schule
Zum Schulsprengel von Stappenbach gehörten die Schüler aus Unterharnsbach, Tempelsgreuth und Küstersgreuth.
Westlich des Ortes liegt die Don Bosco-Schule Stappenbach, die aus dem Standort der Volksschule hervorging, ein sonderpädagogisches Förderzentrum.

## Söhne und Töchter des Orts
- Günther Denzler (* 1948), von 1996 bis 2014 Landrat des Landkreises Bamberg, wuchs in Stappenbach auf